# Staňkovice (district de Louny)
Pour les articles homonymes, voir Staňkovice.
Staňkovice (en allemand : Stankowitz) est une commune du district de Louny, dans la région d'Ústí nad Labem, en Tchéquie. Sa population s'élevait à 1 051 habitants en 2021.

## Géographie
Staňkovice se trouve à 17 km à l'ouest de Louny, à 49 km au sud-ouest d'Ústí nad Labem et à 69 km au nord-ouest de Prague.
La commune est limitée par Velemyšleves et Bitozeves au nord, par Lišany à l'est, par Postoloprty au sud-est, par Zálužice au sud, par Žatec au sud et à l'ouest, et par Žiželice à l'ouest.

## Histoire
La première mention historique du village date de 1225.

## Transports
Par la route, Staňkovice se trouve à 5 km de Žatec, à 18 km de Louny, à 64 km d'Ústí nad Labem et à 78 km de Prague.